# Naissance en 1408
Naissance
- 1404
- 1405
- 1406
- 1407
- 1408
- 1409
- 1410
- 1411
- 1412

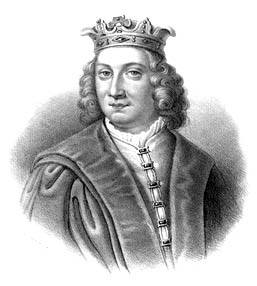
Karl Knutsson, né en 1408.

Cette page dresse une liste de personnalités nées au cours de l'année 1408  :
- 14 février : John FitzAlan, 7e comte d'Arundel et 4e baron Maltravers.
- 26 février : John de Vere, 12e comte d’Oxford, conseiller de la Couronne et juge pour l'East Anglia sous la régence et le règne de Henri VI.
- 8 avril : Edwige Jagellon, ou Edwige de Lituanie, princesse polonaise et lituanienne, membre de la dynastie Jagellon.
- septembre : Éléonore de Beauchamp, baronne Ros puis duchesse de Somerset.
- 5 octobre : Karl Knutsson, roi de Suède et de Norvège.
- Pierre d'Amboise, conseiller et chambellan de Charles VII, gouverneur de Touraine, ambassadeur du roi Louis XI à Rome, seigneur de Chaumont, Meillant, Sagonne, Les Rochettes, Asnières (en Blésois), Saint-Vérain, Bussy, Preuilly, Les Bordes-Guénand, Moulins, Charenton.
- Antoine de Chabannes, seigneur de Vandenesse dans la Nièvre.
- Anna von Hewen, abbesse du Fraumünster.
- André de Lohéac, seigneur de Lohéac et de Montjean, puis baron de Retz, amiral puis maréchal de France.
- Michel Jouvenel des Ursins, bailli puis écuyer de la cité de Troyes.
- Pagno di Lapo Portigiani, sculpteur italien.
- Jean Rolin, évêque et cardinal bourguignon, puis français.
- Shō Shitatsu, roi de Ryūkyū.

## Crédit d'auteurs
- Cet article est partiellement ou en totalité issu de l'article intitulé « 1408 » (voir la liste des auteurs).